# Inman (Nebraska)
Inman je selo u američkoj saveznoj državi Nebraska. Prema popisu stanovništva iz 2010. u njemu je živjelo 129 stanovnika.